# 莫尔纳·陶马什
莫尔纳·陶马什（匈牙利語：Molnár Tamás，1975年8月2日—），匈牙利男子水球运动员。他曾代表匈牙利参加2000年、2004年和2008年夏季奥林匹克运动会水球比赛，共获得三枚金牌。